# Steene
Steene, westflämisch Stene, ist eine französische Gemeinde im Département Nord in der Region Hauts-de-France, Sie gehört zum Arrondissement Dunkerque und zum Kanton Coudekerque-Branche. Die Bewohner nennen sich Steenois.

## Lage
Die Gemeinde Steene liegt in Französisch-Flandern, sechs Kilometer südlich von Dünkirchen. Im Norden begrenzt der Canal de la Haute Colme die Gemeindegrenze. Die Nachbargemeinden sind Armbouts-Cappel im Norden, Bierne im Osten, Crochte und Socx im Südosten, Pitgam im Südwesten und Spycker im Nordwesten. Nahe der Grenze zu Armbouts-Cappel liegt der Weiler Grand-Millebrugghe.

## Bevölkerungsentwicklung
| Jahr                       | 1962 | 1968 | 1975 | 1982 | 1990 | 1999 | 2006 | 2013 | 2021 |
| Einwohner                  | 872  | 815  | 1333 | 1302 | 1264 | 1184 | 1223 | 1327 | 1365 |
| Quellen: Cassini und INSEE |      |      |      |      |      |      |      |      |      |

## Sehenswürdigkeiten
- Kirche Saint-Martin, Monument historique
- Schloss Steenbourg, Monument historique

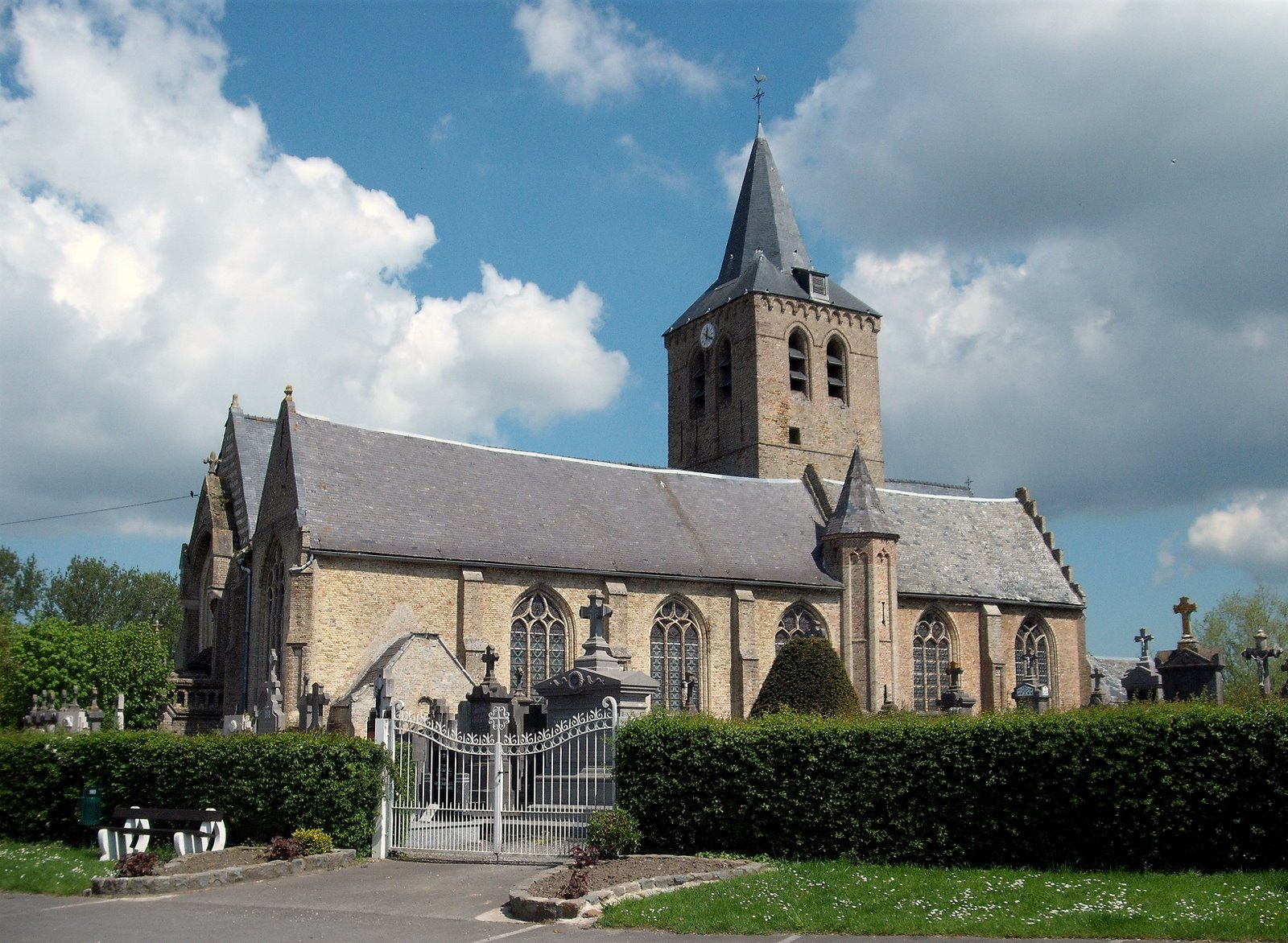
Kirche Saint-Martin
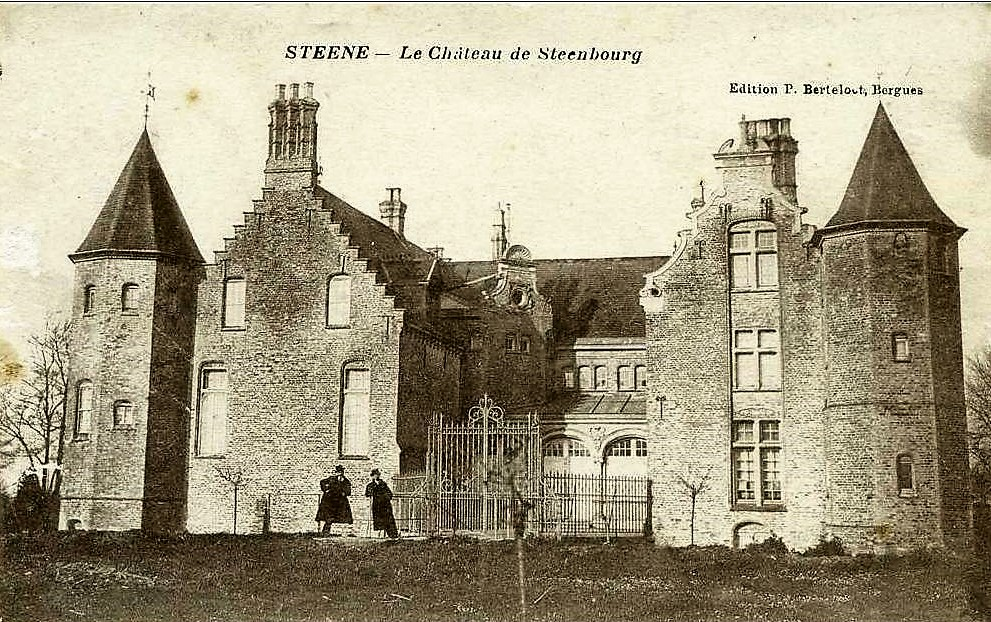
Schloss Steenbourg Anfang des 20. Jahrhunderts
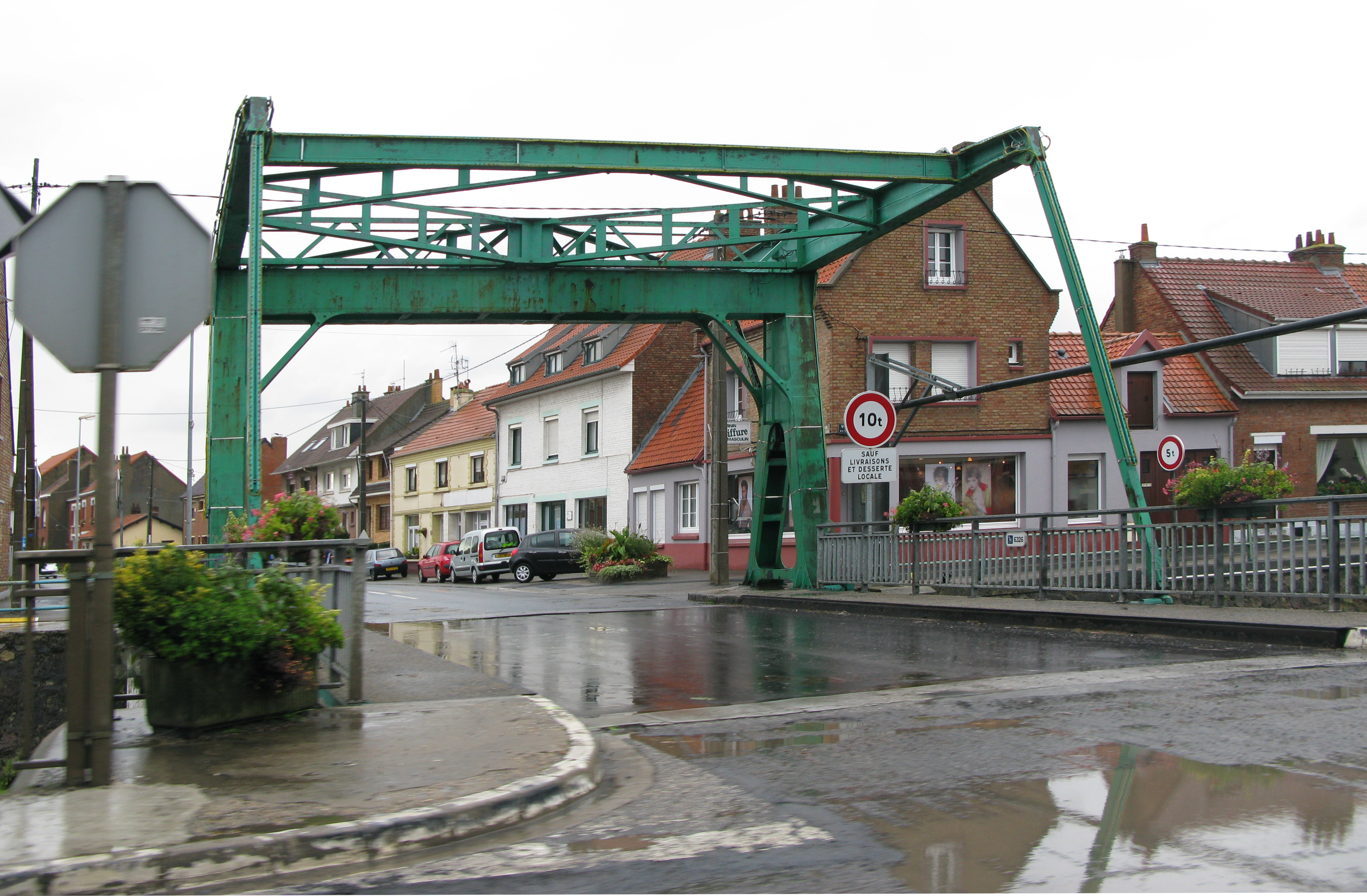
Zugbrücke über den Canal de la Haute Colme im Ortsteil Grand-Millebrugghe
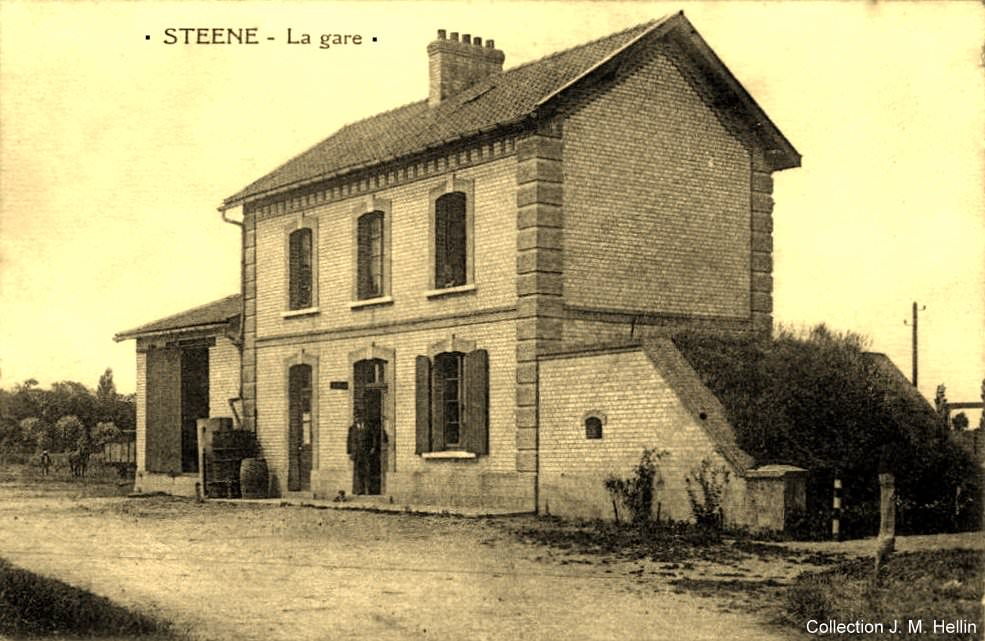
Alte Postkarte des Bahnhofs